# ピテシュティ
ピテシュティ（ルーマニア語: Piteşti [pi'teʃtʲ]；ドイツ語: Pitesk）は、ルーマニア、アルジェシュ県の都市で県都。アルジェシュ川沿いにある。

## 概要
重要な貿易・工業中心地で、2つの大学が本拠を置く。首都ブカレストへ直接つながるA1高速道路が通っており、重要な鉄道のジャンクション地であり、近郊のバリレシュティには操車場がある。市にはアルペキム石油精製所があり、ダチアといった自動車産業の市場である。
先史時代から人が定住していたが、最初に地名が登場したのは14世紀であった。北ワラキアの通商地として発展し、18世紀まで代々のワラキア公が何人も非公式の邸宅を構えていた。19世紀以降から戦間期まで、国民自由党の重要な政治的中心地であり、政治家一家ブラティアヌ家の本宅があった。共産主義時代には、洗脳教育における実験が行われたピテシュティ刑務所を含む、国内の代表的な政治抑圧の地であった。

## 地理
市は歴史的なワラキア地方に属し、北ワラキア、ムンテニア地方西端に位置する。アルジェシュ川右岸にあり、川は支流のルウル・ドアムネイ川と合流する。
ピテシュティは海抜280mの位置にあり、アルジェシュ川の段丘、ジェティク台地の南端部分に属する（この地域は南カルパチア山脈へとつながる）。台地はピテシュティ地域で最も狭くなり、平均70-80kmのところ、ピテシュティでは幅はたった30kmしかない。市はピテシュティ平野（クンピア・ピテシュティロール）と呼ばれる平野へつながる。この平野は水草の草原の特徴がある。西へ行くと、トリヴァレ森と境を接する。この森はレジャー公園の一部となっている。
ピテシュティはアルジェシュ川沿いにある、プルンドゥとバスコヴ、2つの貯水池と接している。ヴィドラル湖からの流れがあり、バリレシュティにある貯水池から水が注ぐ。

## 歴史

### 初期
この地域にあった最初の人間の定住地は、旧石器時代に遡る。硬貨が紀元前3世紀に、トラキアでリュシマコスが発行したドラクマ硬貨のデザインを模倣してダキア人によって鋳造されており、ピテシュティで発見された。小さなローマ帝国のカストゥルムが紀元3世紀に建てられた。これは今日のピテシュティの近接した場所であった（ローマ属州ダキアとモエシアのための防御施設の一部としてであった）。大移動時代、ピテシュティ一帯は歴史家ジウレスクによれば、ヴラフ人とスラヴ人との間の貿易地であり、彼の意見では、丘の上の市場を意味する孤立した場所、トゥルグル・ディン・デアル（Târgul din Deal）の発祥だとしている。
ピテシュティは1386年5月20日に初めて文献にその名を現した。ワラキア公ミルチャ老公がコジア修道院のある地域へ製粉所を授けたのである。ピテシュティは徐々にワラキア公らの周期的な住所地となっていった。主要なヨーロッパの通路上のジャンクションにあたることから（シビウにあるトランシルヴァニア・ザクセン人の市場が近かった）、市は最初重要な貿易中心地として発展した14世紀終わり、かなり大きいアルメニア人共同体の本拠地となった。
この頃、地元住民はアルジェシュ川の左岸にだけ住居地を広げる他なかったが、次第に川越しに拡張し、西の丘の斜面へと達した。19世紀には、トゥルグル・ディン・デアルを完全に併呑した。ピテシュティが高級な町として一般的に称される一方、ピテシュティの村は1528年くらいの後まで記載されており、これを根拠に一部の歴史家たちは村と都市圏が同じ境界線内にともに存在していたと結論づける。

### 近代初期

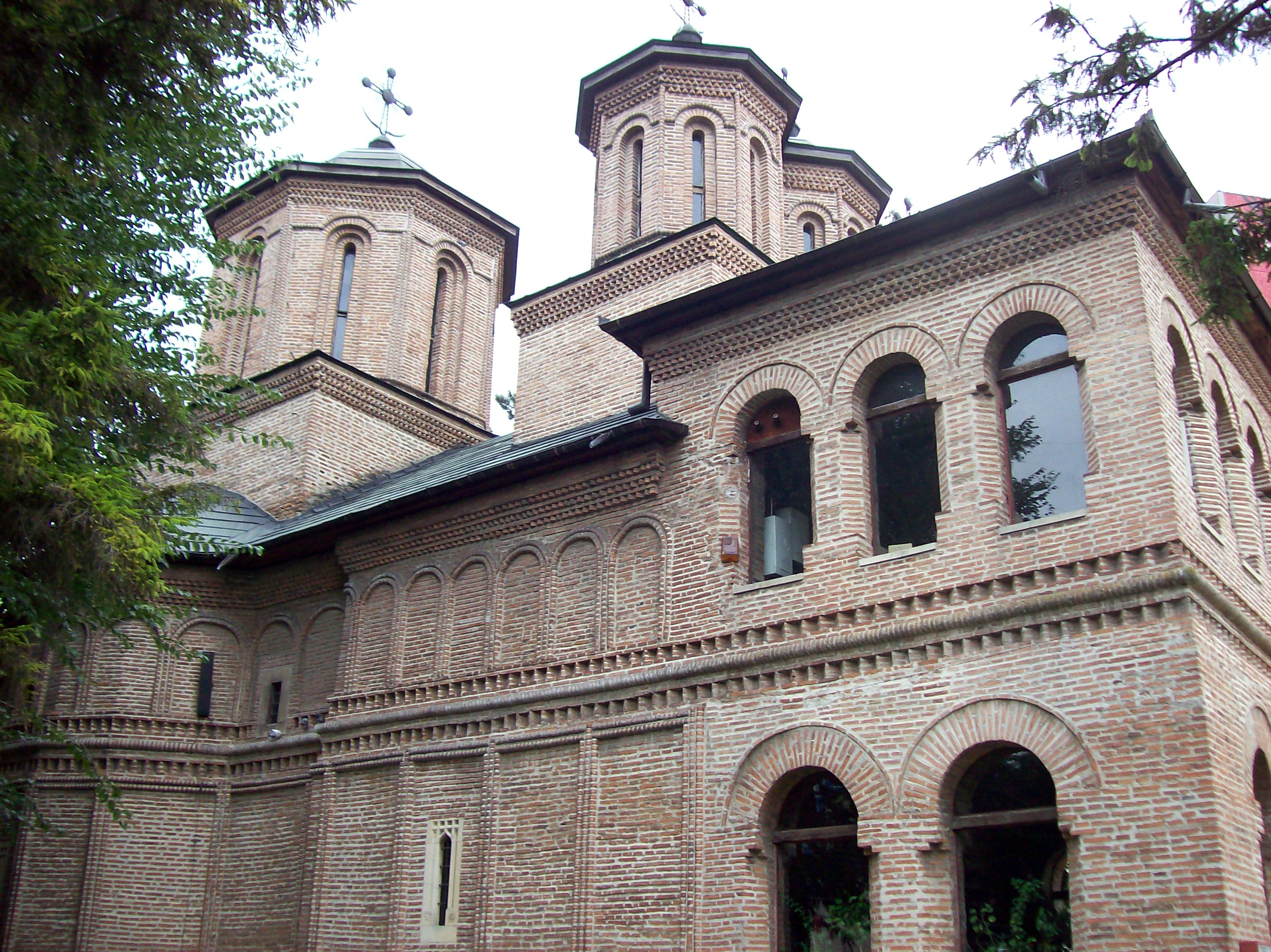
聖ゲオルギ教会

堂々たる特権階級の地区はおおやけにされなかったものの、バサラブ・チェル・トゥナル、ネアゴエ・バサラブ、ヴラド・ウネカトゥル、ヴラド・ヴィンティラ、ミハイ勇敢公、シミオン・モヴィラ、マテイ・バサラブ、コンスタンティン・シェルバンといった支配者らの間でピテシュティから公文書が発行された。加えて、コンスタンティン・ブランコヴェアヌ公はピテシュティ一帯に広大なブドウ畑を所有していた。彼はピテシュティで一年の多くを過ごしたと伝えられている。
オスマン帝国の大土地所有者に対抗するため神聖ローマ帝国と同盟したヴラド・ヴィンティラ公支配時代、オスマン帝国領ハンガリー知事アロイジオ・グリッティと彼のワラキア人ボイェリ（諸侯）とパルチザンはピテシュティ近郊のラズボイエニに野営し、公によって攻撃され撃退された。1600年から1601年、ヤン・ザモイスキ率いるポーランド・リトアニア共和国軍はミハイ勇敢公に対する遠征中、ピテシュティに本拠を置いた。この時代と同じ頃、町周辺で新ワラキア公ラドゥ・シェルバンが戦いを起こし、オスマン帝国軍と彼らに荷担したクリミア・ハン国軍を粉砕した。
コンスタンティン・シェルバンはルーマニア正教会の聖ゲオルギ教会を建設するのに金を注ぎ、1656年に完成させた。これは現在失われた邸宅と近接する庭園と共にあった。これと同じ頃、ピテシュティをアラビア人年代記作家アレッポのパウロが訪れ、スウェーデン人政治家クラエス・ロランブも訪問した。ブランコヴェアヌ公時代、ピテシュティはストルニクの地位にあるボイェリ、コンスタンティン・カンタクジノの自宅が置かれた。彼は並行してイギリス人政治家ウィリアム・パジェットと書簡を交換していた。塔と、その他の公らが建てた邸宅、ブランコヴェアヌ邸は町の郊外にあり、これは18世紀から19世紀にかけ次第に価値が下がっていった（最後まで残っていた構造は20世紀に失われた）。1689年、ハプスブルク君主国軍がバーデン＝バーデン辺境伯ルートヴィヒ・ヴィルヘルムに率いられて侵攻、大トルコ戦争の一環として市を占領した。

### 18世紀から19世紀初頭

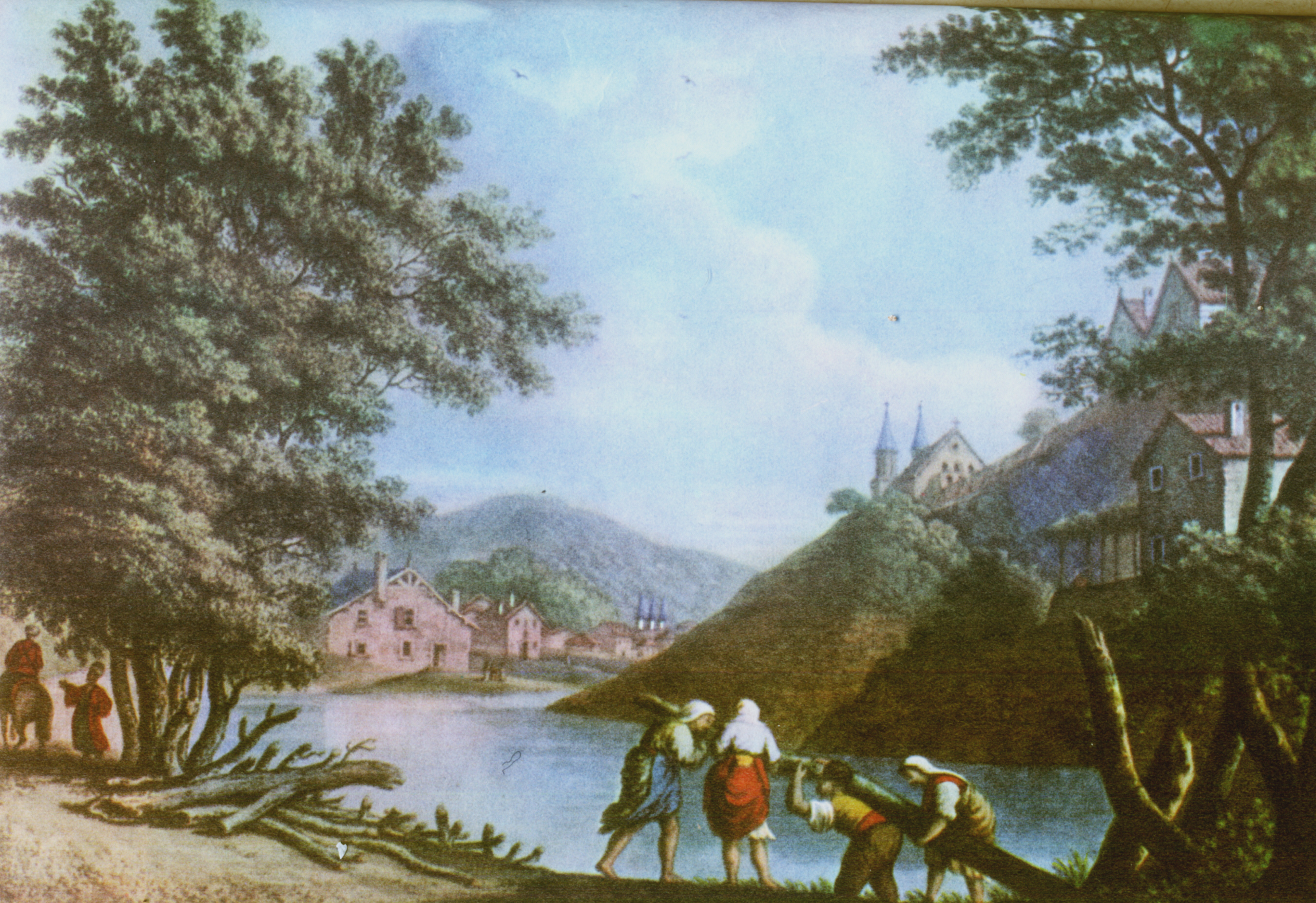
1793年にエッチングで描かれたピテシュティ、ルイージ・マイエルによる

1714年11月、スウェーデン帝国が北方戦争においてロシア帝国に敗退するのが濃厚となり、スウェーデン王カール12世はスルタン・アフメト3世との同盟を望むが、不発に終わった。イスタンブールからの帰途で、王はアクセル・スパール指揮下の軍隊と遭った。3週間の滞在の後ピテシュティを通過すると、ハプスブルク家支配地域を通過してスウェーデン領ポメラニアへと向かった。オーストリア＝トルコ戦争の最中、ハプスブルク軍はピテシュティを攻撃して陥落させた。ピテシュティは1737年から1739年のロシア・オーストリア・トルコ戦争で再度戦場となった。
1780年、トスカーナ大公国の貨幣学者ドメニコ・セスティーニはアルジェシュ地方を通過し、ピテシュティには250軒の家と7つの教会があると記した。1804年、市民は高等学校の開設を要請（当時の教育用言語であるギリシャ語での講義を依頼した）した。この要請は、コンスタンティン・イプシランティス公によって打ち消された。1790年代、ピテシュティをルイージ・マイエル（ジョヴァンニ・バッティスタ・ピラネージのドイツ人門下生）が訪れ、彼はこの地方を描いたエッチング画を残した。これらの絵は1810年にロンドンで画集として発行された。
ピテシュティの町は1821年ワラキア蜂起、ギリシャ独立戦争に関連した事件のために、重要な地位を占めていた。1821年晩春、ワラキア反乱の指導者トゥドル・ウラジミレスクはブカレストを退却してこの町に移った。彼の属する秘密結社フィリキ・エテリアの同志たちから戦線離脱を疑われていた（彼はバイレシュティの地元民に捕らわれ、すぐにフィリキ・エテリア指導者アレクサンドル・イプシランチの命令で処刑された）。

### 19世紀後半
ドナウ公国の合同、ルーマニア王国成立後、ピテシュティはさらに発展した。この頃から戦間期まで、市は国民自由党の中心地となっていった。これは政治家一家であるブラティアヌ家が近郊のシュテファネシュティに住んでいたためであった。ブラティアヌ家の荘園であるフロリカは、国民自由党の指導者らの最も有名なな再統合が行われた場所であった。1882年の短期間、ピテシュティは劇作家イオン・ルカ・カラジァーレの居住地であった。カラジァーレは、名前のまだなかった国民自由党が支配するピテシュティを、有名な演劇「失われた手紙」（O scrisoare pierdută）の劇中で描いた。

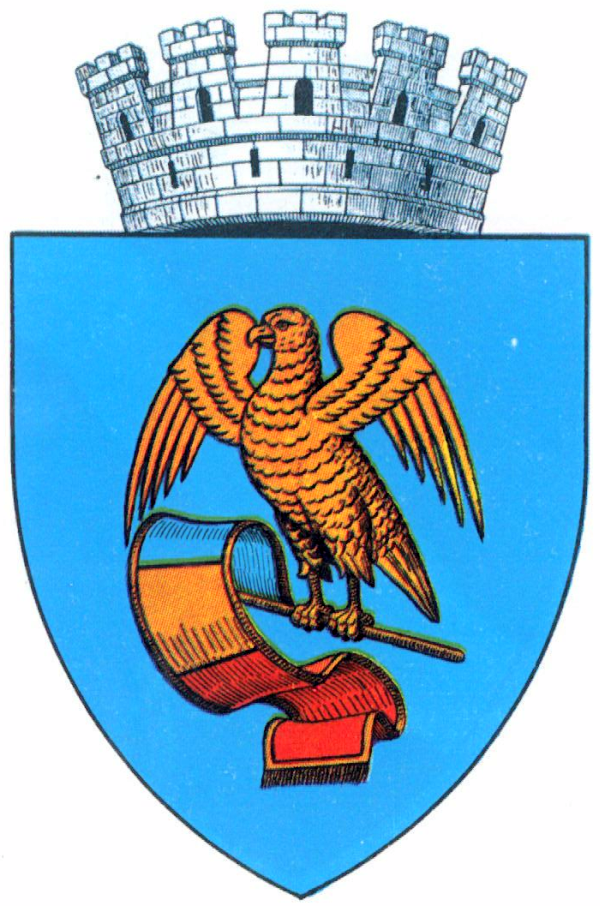
戦間期に使われていた市の紋章

1872年9月には、ピテシュティから首都ブカレストを通りガラツィ、ロマンへと繋がるルーマニア国鉄の路線が開通した。これは、ドイツ帝国の財務家ベテル・ヘンリー・シュトルスベルクによって管理される、1869年開通のブカレスト＝ジュルジュ間に続く2番目の鉄道路線となった。
ピテシュティの市庁舎は1886年に完成し、現在その建物は美術館となっている。アルジェシュ県庁舎はディミトリエ・マイマロルが設計し、1898年から1899年にかけ、かつて正教会の隠居房があった場所に建てられた。ここは現在、県立歴史・自然科学博物館となっている。どちらの建物も折衷主義建築で、ヨシフ・マテルナが描いたフレスコ画が呼び物となっている。
1868年から1869年、ピテシュティはセブンスデー・アドベンチスト教会教徒の共同体を持っていた国内最初の都市でもあった。この共同体は、アメリカ合衆国帰りのポーランド人説教師にして元カトリック教会聖職者のミハイ・ベリナ＝シェショヴスキを中心に形成された。ルーマニア・セブンスデー・アドベンチスト教会は1918年以後にようやく設立された。

### 20世紀
第一次世界大戦さなかの1916年晩秋から1918年にかけ、ルーマニア前線での戦いがあり、ピテシュティは中央同盟国側の軍に占領された。市はルーマニア軍によって初めから放棄され、ドイツ司令官アウグスト・フォン・マッケンゼンがオルト川での前線を強固とすべく、彼が首都ブカレストと南ルーマニア全体を占領する前に獲得した。
第二次世界大戦中、ファシストの国民軍国（en）が鉄衛団によって宣言された。元ルーマニア首相アルマンド・カリネスクの青銅製胸像（彼は鉄衛団によって1939年に暗殺された）は、鎖でつながれ、ピテシュティ市内を引き回された。ピテシュティは大戦中に連合国側によって散発的に空爆された。1944年7月4日、アメリカ陸軍航空軍第15空軍(15AF)の一部隊によって空爆された。
1950年代、ピテシュティはその名に悪しき評判を刻むこととなった。共産主義指導部は、不名誉な再教育を政治的抑留者へ施す地方隔離施設を市内につくったのだ。そこでは収容者の間の暴力が強制的に奨励された。アレクサンドル・ニコルスキが実権を握るセクリタテアによって実験が遂行されていた。その最終的なゴールは、外部の愛着と忠誠のため個人の能力の精神的破壊をすることにあり、洗脳を施された新たな人格はレーニン主義体制にふさわしいことを意味していた。約5,000人の犠牲者が出たとされる。この施設は5年後に消滅させられた。裁判が1953年から1954年にかけ開かれ、22人の収容関係者らが実刑を言い渡され、16人が実験における役割のために死刑執行された。1957年、新たな裁判で、明かに命令を受けていた収容所職員の容疑者らに有罪を宣告した。

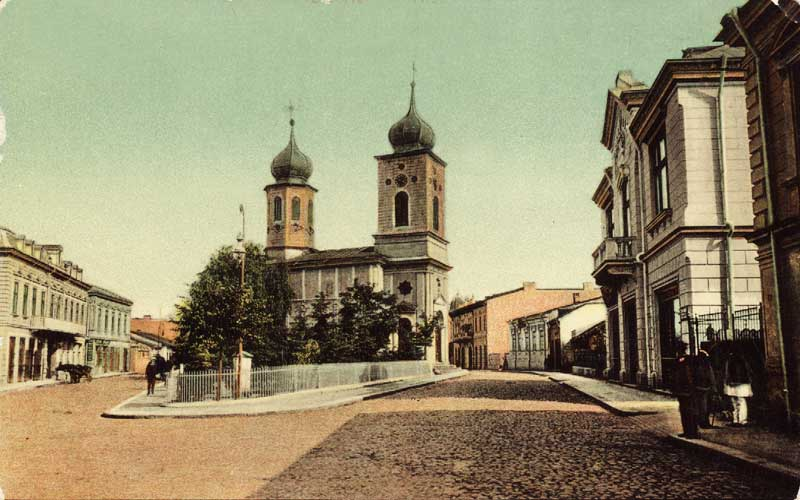
在りし日の聖ニコラエ教会

並行して、市はその風景において数あまたの変化を経験した。1960年代にこの種のものとしては初めてとなるA1高速道路の完成、そして化学工業と自動車産業に的を絞った産業化の促進であった。1950年前後、ピテシュティ地域は、ギリシャ内戦の最中にギリシャ人民解放軍（略称ELAS）を支援したギリシャ人難民らを収容していた（建物の一部は収容施設として建てられ、後に再移住した小作農らの住宅として用いられた）。フロリカは1948年に国有化され、後にはルーマニア共産党の活動によって一部が荒廃した（1970年代の間、共産党の政治家イオン・ディンカの邸宅とされていた。聖ニコラエ教会正面に建っていたイオン・ブラティアヌの胸像は取り除かれ溶かされた。そして教会そのものもまた1962年に廃止された。

## 経済
ピテシュティは、ルーマニア国内で最も工業化された都市の一つである。国内の自動車産業中心地である。自動車メーカーダチアは近郊の町ミオヴェニにあり、その他数社の自動車部品産業の会社がピテシュティ都市圏内にある（ヴァレオなど）。市には、ペトロム・グループに属するアルペキム石油精製所がある。プラントは共産主義時代に国営企業として設立され、昔からその大気汚染の記録が議論の的となってきた。2007年、ルーマニア環境省はアルペキムの許可を撤回したが、ペトロムが法定でこの決定を争った。プラントは、ただちに閉鎖する前に、数年の間に操業を次第に減らす予定となった。
ピテシュティは丘陵に囲まれ、一帯にある豊富なワイナリーやプラム果樹園の中心となっている。後者は、ルーマニア伝統のアルコール飲料ツイカ（ţuica de Piteşti）の原料となる。シュテファネシュティ・ワイナリーはアルジェシュ川の対岸にあり、ルーマニア有数のワイナリーとして知られている。

## 文化
市は、劇作家アレクサンドル・ダヴィラにちなんで名付けられた県立劇場の本拠地である。その部門には人形劇場（1949年創設）、野外演劇劇場部門（1958年）、民俗芸能部門（1970年）がある。劇場の125スタジオは1975年5月、監督であったリヴィウ・チウレイによって創設された。公立図書館はディニク・ゴレスクにちなんで名付けられ、上流階級の婦人パラシヴァ・ステフによる寄付を通じて1869年に建てられた。その蔵書の大半は歴史家ジョルジェ・ヨネスク＝ジオンが1904年に寄贈したものである。
市には2つの大学がある。国立のピテシュティ大学と、私立のコンスタンティン・ブランコヴェアヌ大学（1991年開学、ブライラとルムニク・ヴルチャに支部あり）である。
毎年春期に、ピテシュティでシンフォニア・ラレレロール（チューリップ・シンフォニー）として知られる祭りが開催される。チューリップは1972年から1973年、アラドとオラデアから持ってこられた3,000前後の球根が他の花と一緒に中心街に植えられたことで、ピテシュティに紹介された。ピテシュティは結果として、チューリップ栽培地帯として名声を獲得し、花をテーマとしたフェスティヴァルが1978年に地元有力者らによって初めて組織された。

## スポーツ
- FCアルジェシュ・ピテシュティ - プロサッカークラブ

## 出身者
- イオン・アントネスク - 第二次世界大戦中の軍人・政治家
- イオン・ブラティアヌ - 19世紀の政治家
- アルマンド・カリネスク - 戦間期の政治家、首相
- ニコラエ・ドブリン（en:Nicolae Dobrin） - サッカー選手
- ルクサンドラ・ドラゴミル - プロテニス選手
- ニコラエ・ディカ - サッカー選手
- マリアン・オプレァ - 陸上競技選手（三段跳）2004年アテネ五輪の銀メダリスト

## 姉妹都市
- Borlänge、スウェーデン
- カゼルタ、イタリア
- ティナールロ、オランダ
- クラグイェヴァツ、セルビア
- スムガイト、アゼルバイジャン
- ムンティンルパ、フィリピン
- スプリングフィールド (オハイオ州)、アメリカ合衆国

## 参照
- Monografia geografică a Republicii Populare Romîne, Vol. I: "Geografia fizică", Editura Academiei RPR, Bucharest, 1960
- Adrian Cioroianu, Pe umerii lui Marx. O introducere în istoria comunismului românesc, Editura Curtea Veche, Bucharest, 2005. ISBN 973-669-175-6
- Constantin C. Giurescu, Istoria Bucureştilor. Din cele mai vechi timpuri pînă în zilele noastre, Editura Pentru Literatură, Bucharest, 1966. OCLC 1279610